# Gizem Emre
Gizem Emre (Berlin, 1995. május 22. –) német színésznő.

## Élete
Törökországból bevándorolt kurd szülők gyermeke. Berlin-Kreuzbergben nőtt fel, az iskolai színházban játszott, majd 17 éves korában egy színészi ügynökségnél jelentkezett.

## Filmográfia
- 2013: Fák jú, Tanár úr! (Fack ju Göhte)
- 2014: Nicht mein Tag
- 2014: Die Deutschlehrerin
- 2014 óta: Cobra 11
- 2015: Super-Dad
- 2015: As If We Were Somebody Else (rövidfilm)
- 2015: Fák jú, Tanár úr! 2. (Fack ju Göhte 2)
- 2015: Homeland (The Tradition of Hospitality epizód)
- 2015: Die Neue
- 2016: SOKO München (Warmes geht nicht epizód)
- 2016: Szerepelt A szultána (Muhteşem Yüzyıl: Kösem) című Török sorozatban. Ő volt Ahmed Szultán ágyas Yasemin.
- 2016: Dimitrios Schulze
- 2017: Einmal bitte alles
- 2017: Großstadtrevier (Auf eigene Faust epizód)
- 2017: Zaun an Zaun
- 2017: High Society
- 2017: Fák jú, Tanár úr! 3. (Fack ju Göhte 3)
- 2018: Einstein (Optik epizód)
- 2018: Letzte Spur Berlin (Verspielt epizód)
- 2024: Fák jú, Chantal! (Chantal im Märchenland)

## Fordítás
- Ez a szócikk részben vagy egészben  a   Gizem Emre című német Wikipédia-szócikk fordításán alapul.  Az eredeti cikk szerkesztőit annak laptörténete sorolja fel. Ez a jelzés csupán a megfogalmazás eredetét és a szerzői jogokat jelzi, nem szolgál a cikkben szereplő információk forrásmegjelöléseként.